# کاترین گریسون
کاترین گریسون (انگلیسی: Kathryn Grayson؛ ‏ ۹ فوریهٔ ۱۹۲۲ – ۱۷ فوریهٔ ۲۰۱۰) بازیگر و خواننده اهل ایالات متحده آمریکا بود. وی بین سال‌های ۱۹۴۱ تا ۱۹۹۸ میلادی فعالیت می‌کرد.
از فیلم‌ها یا برنامه‌های تلویزیونی که وی در آن نقش داشته است، می‌توان به دو خواهر اهل بوستون، لنگرا را بکشید، تا زمانی که ابرها کنار بروند و پادشاه خانه‌به‌دوش اشاره کرد.